# Бенедикт (Северна Дакота)
Бенедикт (енгл. Benedict) град је у америчкој савезној држави Северна Дакота.

## Демографија
По попису из 2010. године број становника је 66, што је 13 (24,5%) становника више него 2000. године.
| Група             | 2000.       | 2010.      |
| Белци             | 53 (100,0%) | 61 (92,4%) |
| Афроамериканци    | 0 (0,0%)    | 1 (1,5%)   |
| Азијати           | 0 (0,0%)    | 0 (0,0%)   |
| Хиспаноамериканци | 0 (0,0%)    | 2 (3,0%)   |
| Укупно            | 53          | 66         |